# Tage Thott (1796–1866)
Tage Kjell Thott, född den 4 januari 1796 på Roslätt i Svedala socken, Malmöhus län, död den 17 november 1866 i Skabersjö socken, samma län, var en svensk greve och militär. Han var son till Otto Thott samt far till Otto och Waldemar Thott.
Thott blev fanjunkare vid Mörnerska husarregementet 1801, kornett där 1813 och löjtnant vid Cederströmska husarregementet 1816. Thott befordrades till ryttmästare i generalstaben 1821 och beviljades avsked med tillstånd att kvarstå som sådan 1827. Han tilldelades majors namn, heder och värdighet 1836  och beviljades avsked ur krigstjänsten samma år. Thott blev greve vid farfaderns död 1824 och tillträdde Skabersjö fideikommiss vid faderns död 1827. Han blev riddare av Svärdsorden 1832 och tilldelades Karl XIV Johans medalj 1854.